# گروبنگرویت
گروبنگرویت (به آلمانی: Grobengereuth) یک شهر در آلمان است که در زاله-ارلا واقع شده‌است. گروبنگرویت ۲۳۲ نفر جمعیت دارد.